# Invisible Children
Invisible Children (von englisch invisible children, unsichtbare Kinder) ist eine US-amerikanische nichtstaatliche Organisation (NGO), die sich überwiegend in der Zentralafrikanischen Republik, Demokratischen Republik Kongo, Südsudan und Uganda gegen Kindersoldaten einsetzt. Sie hat ihren Sitz in San Diego.

## Geschichte
Die Gründer Jason Russell, Bobby Bailey und Laren Poole waren 2003 als Studenten bei der University of Southern California eingeschrieben. 2003 reisten sie nach Uganda und wurden dabei auf das Schicksal vieler hilfesuchender Kinder aufmerksam, die als Kindersoldaten eingesetzt wurden. Die drei nahmen dabei Videomaterial für ihre erste Dokumentation mit dem Titel Invisible Children auf. Nach ihrer Rückkehr in den Vereinigten Staaten begannen sie, Ideen zur Gründung einer Nichtregierungsorganisation auszuarbeiten. Diese wurde 2004 in San Diego gegründet und nach ihrer ersten Dokumentation benannt. Zum Ziel der Organisation wurde erklärt, die Öffentlichkeit über die Machenschaften der Lord’s Resistance Army unter dem Kriegsverbrecher Joseph Kony aufzuklären und die Aufmerksamkeit auf den Missbrauch von Kindern als Soldaten zu erhöhen (daher der Name unsichtbare Kinder).

## Hintergrund
Während des LRA-Konfliktes wurden durch den Befehlshaber Joseph Kony viele Kindersoldaten ausgebildet. Mittlerweile findet der der Konflikt nicht mehr ausschließlich in Uganda statt, sondern hat sich auch in die Nachbarländer Zentralafrikanischen Republik, Demokratischen Republik Kongo und Südsudan verlagert. Ziel der LRA ist es, ein mit zehn Geboten der Bibel begründetes christliches Regime in Uganda zu etablieren. Nach Kony selbst, der immer wieder im Fokus der NGO steht, wird vom Internationalen Strafgerichtshof wegen Verbrechen gegen die Menschlichkeit und zahlreichen Kriegsverbrechen weltweit gefahndet.
Besondere Bekanntheit erlangte die Organisation 2012 durch ihren Film Kony 2012, der international viel Zuspruch, aber auch Kritiken erhielt. Unter den Unterstützern war unter anderem Luis Moreno Ocampo, damals der Chefankläger des Internationalen Strafgerichtshofs in Den Haag.

## Kritik
Die Organisation wird in der Öffentlichkeit sowohl positiv als auch negativ wahrgenommen.
Die Filme der Organisation wurden mehrere Male ausgezeichnet. Am bekanntesten hierbei ist das 30-minütige Video Kony 2012 zum Zweck der Bekanntmachung und Festnahme des Anführers der LRA, Joseph Kony, welches Anfang März 2012 internationale Bekanntheit erlangte. Invisible Children wurde immer wieder vorgeworfen, viele der Spendeneinnahmen für Gehälter und Produktion neuer Filme auszugeben. 2011 wurden nur 31 % der Spendeneinnahmen für Hilfsprojekte in Uganda verwendet.
Kritiker bemängeln zudem die Verteilung von Geldern und die Kooperation mit der Armee von Uganda. Letzterer Akteur bedient sich auch Methoden von Folter und anderen Gräueltaten. Diesbezüglich wird Invisible Children und deren Gründer vorgeworfen, Fakten zu verdrehen und die Gräueltaten der ugandischen Armee bewusst herunterzuspielen.
Außerdem wird Invisible Children eine Nähe zu Geheimdiensten, Politikern und Militär nachgesagt, die im LRA-Konflikt aktiv waren oder derzeit noch sind.
Der Journalist Jean-Baptiste Renaud hat eine Dokumentation beim Sender arte veröffentlicht, bei dem Verbindungen von Invisible Children zur Armee von Uganda offengelegt wurden. Es wurden in der Vergangenheit Aufklärungsdaten über Funk geteilt. Auch wurden die Rebellenbewegungen ständig überwacht. Die Organisation soll dabei einen ehemaligen Unterstützer als Putschisten bezeichnet haben, was zur Verhaftung und Folter durch die Armee geführt hat.

## Filme
- Invisible Children: The Rough Cut
- Innocent: The Story of a Night Commuter
- Grace: The Story of a Child Mother
- Emmy: The Story of an Orphan
- Sunday: The Story of a Displaced Child
- Go
- Roseline: The Story of an AIDS Victim
- Together We Are Free
- The Rescue
- Tony
- Kony 2012